# Johan Thegner
Johan Thegner, född 15 juli 1658 i Stockholm, död där 2 augusti 1744, var en svensk friherre och ämbetsman.

## Biografi
Johan Thegner var son till Olof Thegner. Han blev student vid Uppsala universitet 1669 och gjorde sedan sin karriär inom kammarrevisionen, där han blev extraordinarie assessor 1683 och assessor 1688 samt från 1710 var vice president. Han utsågs 1723 till fullmäktig i riddarhuskontoret. 1697–1734 var han direktör för glas- och kristallbruket på Kungsholmen. Sin mest betydelsefulla insats gjorde Thegner inom Riksbanken, där han 1711–1741 var ordförande och fullmäktig. Under hela denna tid var han bankens ledare och främste representant. Han arbete här rönte sådan uppskattning att riksdagen suspenderade bestämmelsen från 1698 om fullmäktigs avgång efter en viss tid. Under Karl XII:s tid var han den främste motståndaren till Georg Heinrich von Görtz och hans finansiella politik. Han nekade att lämna ut bankens guld och silver som kungen befallt och försökte i den grad det var möjligt skydda landets ekonomiska stabilitet. Under frihetstidens första årtionden, då mössorna satt vid makten, arbetade Thegner energiskt på att reparera bankens förluster och betala dess skulder, vilket också lyckades genom en försiktig hushållning. Så småningom kom han i spänt förhållande till hattpartiet och det expanderande näringslivets män på grund av sin restriktiva utlåningspolitik till industriella ändamål. Denna motsättning kulminerade vid 1738–1739 års riksdag, då ständerna tillsatte en bankodeputation med uppgift att bereda väg för en djärvare ekonomisk politik. Thegner motsatte sig inte ett försiktigt understöd av näringslivet sedan Riksbankens finanser sedan Riksbankens finanser konsoliderats - han var själv engagerad inom industrin - men han vägrade att lättsinnigt släppa till den stora mängd kapital som behövdes för hattarnas långtgående ekonomiska och utrikespolitiska planer. Vid följande riksdag, 1740–1741, lyckades hattarna förmå Thegner att avgå med bibehållen full lön och andra hedersbetygelser.